# Girabolhos
Girabolhos is een plaats (freguesia) in de Portugese gemeente Seia en telt 482 inwoners (2001).